# Principi de d'Alembert

Retrat de Jean d'Alembert.

El principi de d'Alembert, enunciat per Jean d'Alembert a la seva obra mestra Tractat de dinàmica de 1743, estableix que la suma de les forces externes que actuen sobre un cos i les anomenades forces d'inèrcia formen un sistema de forces en equilibri. A aquest equilibri se l'anomena equilibri dinàmic.

## Enunciat i història
El principi de d'Alembert estableix que per a totes les forces externes a un sistema:
{\displaystyle \sum _{i}({\dot {\mathbf {p} }}_{i}-\mathbf {F} _{i})\cdot \delta \mathbf {r} _{i}=0}
On la suma s'estén sobre totes les partícules del sistema, essent:
{\displaystyle \mathbf {p} _{i}}, quantitat de moviment de la partícula i-èsima
{\displaystyle \mathbf {F} _{i}}, força resultant sobre la partícula i-èsima
{\displaystyle \delta \mathbf {r} _{i}} qualsevol camp vectorial de desplaçaments virtuals sobre el conjunt de partícules que sigui compatible amb els enllaços i restriccions de moviment existents
El principi de d'Alembert és realment una generalització de la segona llei de Newton en una forma aplicable a sistemes amb lligadures, ja que incorpora el fet que les forces de lligadura no realitzen treball en un moviment compatible. D'altra banda, el principi equival a les equacions d'Euler-Lagrange. Lagrange va usar aquest principi sota el nom de principi de velocitats generalitzades, per trobar les seves equacions, en la memòria sobre les libracions de la Lluna de 1764, abandonant des de llavors el principi d'acció i basant tot el seu treball en el principi de d'Alembert durant la resta de la seva vida i de manera especial en el seu Mécanique analytique. Tal canvi d'actitud va poder estar influït per dues raons:
- En primer lloc, el principi d'acció estacionària està lligat a l'existència d'una funció potencial, l'existència de la qual no cal en el principi de d'Alembert.
- En segon lloc, el principi d'acció es presta a interpretacions filosòfiques i teleològiques que no agradaven a Lagrange.

Finalment s'ha d'assenyalar que el principi de d'Alembert és peculiarment útil en la mecànica de sòlids, on pot usar-se per plantejar les equacions de moviment i càlcul de reaccions usant un camp de desplaçaments virtuals que sigui diferenciable. En aquest cas, el càlcul mitjançant el principi de d'Alembert, que també s'anomena en aquest context principi dels treballs virtuals, és avantatjós sobre l'enfocament més simple de la mecànica newtoniana.

## Derivació
El principi de D'Alembert formalment pot derivar-se de les Lleis de newton quan les forces que intervenen no depenen de la velocitat. La derivació resulta trivial si es considera un sistema de partícules tal que sobre la partícula i-èsima hi actua una força externa {\displaystyle \scriptstyle \mathbf {F} _{i}} més una força de lligadura {\displaystyle \scriptstyle \mathbf {R} _{i}}; llavors, la mecànica newtoniana assegura que la variació de quantitat de moviment ve donada per:
{\displaystyle {\dot {\mathbf {p} }}_{i}={\frac {d(m\mathbf {v} _{i})}{dt}}=m{\frac {d\mathbf {v} _{i}}{dt}}=\mathbf {F} _{i}+\mathbf {R} _{i}}
Si el sistema està format per N partícules es tindran N equacions vectorials de la forma {\displaystyle \scriptstyle {\dot {\mathbf {p} }}_{i}-\mathbf {F} _{i}=\mathbf {R} _{i}}; si es multiplica cada una d'aquestes equacions per un desplaçament arbitrari compatible amb les restriccions de moviment existents llavors:
{\displaystyle ({\dot {\mathbf {p} }}_{i}-\mathbf {F} _{i})\cdot \delta \mathbf {r} _{i}=\mathbf {R} _{i}\cdot \delta \mathbf {r} _{i}=\mathbf {0} }
On el segon terme s'anul·la precisament en escollir-se el sistema de desplaçaments arbitrari de manera compatible, on matemàticament compatible implica que el segon terme és un producte escalar nul. Finalment sumant les N equacions anteriors se segueix exactament el principi de d'Alembert.

## Conseqüències

### Equacions d'Euler-Lagrange
El principi de d'Alembert, en el cas d'existir lligadures no trivials, porta a les equacions d'Euler-Lagrange si s'usa un conjunt de coordenades generalitzades independents que implícitament incorporin les esmentades lligadures. Considerem un sistema de N partícules en el que existeixin m lligadures:
{\displaystyle G_{k}(\mathbf {r} _{1},\cdots ,\mathbf {r} _{N})=0}
Pel teorema de la funció implícita existiran 'n = 3N-m coordenades generalitzades i N funcions vectorials tals que:
{\displaystyle \mathbf {r} _{i}=\mathbf {h} _{i}(q_{1},...,q_{n})}
El principi de d'Alembert en les noves coordenades s'expressarà simplement com a:
{\displaystyle \sum _{i=1}^{N}(\mathbf {F} _{i}-{\dot {\mathbf {p} }}_{i})\cdot \delta \mathbf {r} _{i}=\sum _{j=1}^{n}(Q_{j}-W_{j})\delta q_{j}\qquad \Rightarrow \qquad (Q_{j}-W_{j})=0}
L'última implaicació se segueix de què ara totes les {\displaystyle \delta q_{j}\;} són independents. A més la força generalitzada Qj i el terme Wj venen donats per:
{\displaystyle Q_{j}=\sum _{i}\mathbf {F} _{i}{\frac {\partial \mathbf {r} _{i}}{\partial q_{j}}},\qquad W_{j}=\sum _{i}{\dot {\mathbf {p} }}_{i}{\frac {\partial \mathbf {r} _{i}}{\partial q_{j}}}=\sum _{i}{\dot {\mathbf {p} }}_{i}{\frac {\partial {\dot {\mathbf {r} }}_{i}}{\partial {\dot {q}}_{j}}}=\left[\sum _{i}{\frac {d}{dt}}\left(\mathbf {p} _{i}{\frac {\partial {\dot {\mathbf {r} }}_{i}}{\partial {\dot {q}}_{j}}}\right)-\sum _{i}\mathbf {p} _{i}{\frac {d}{dt}}\left({\frac {\partial \mathbf {r} _{i}}{\partial q_{j}}}\right)\right]}
Expressant Wj en termes de l'energia cinètica T tenim:
{\displaystyle W_{j}=\sum _{i}{\frac {d}{dt}}\left({\frac {\partial T}{\partial {\dot {\mathbf {r} }}_{i}}}{\frac {\partial {\dot {\mathbf {r} }}_{i}}{\partial {\dot {q}}_{j}}}\right)-\sum _{i}{\frac {\partial T}{\partial {\dot {\mathbf {r} }}_{i}}}{\frac {\partial {\dot {\mathbf {r} }}_{i}}{\partial q_{j}}}=\quad {\frac {d}{dt}}\left({\frac {\partial T}{\partial {\dot {q}}_{j}}}\right)-{\frac {\partial T}{\partial q_{j}}}}
I per tant finalment arribem a les equacions d'Euler-Lagrange:
{\displaystyle {\frac {d}{dt}}\left({\frac {\partial T}{\partial {\dot {q}}_{j}}}\right)-{\frac {\partial T}{\partial q_{j}}}=Q_{j}}

Si les forces són a més conservatives llavors es pot dir que existeix una funció potencial U (Wj) i es pot definir el lagrangià L = T - U, simplificant encara més l'expressió anterior.

### Sistemes en moviment accelerat
Una altra conseqüència del principi de d'Alembert és que conegudes les acceleracions d'un cos rígid les forces que actuen sobre el mateix es poden obtenir mitjançant les equacions de l'estàtica. L'esmentat d'una altra manera, si es coneixen totes les acceleracions un problema dinàmic pot reduir-se a un problema estàtic de determinació de forces. Per veure això es necessita definir les forces d'inèrcia donades per:
{\displaystyle \mathbf {F} _{in}=-m{\ddot {\mathbf {r} }}_{c},\qquad \mathbf {M} _{in}=-{\frac {d}{dt}}(\mathbf {I} _{c}{\boldsymbol {\omega }}_{c})}
On:
{\displaystyle \mathbf {r} _{c}(t)} és l'acceleració coneguda d'un punt del sòlid
{\displaystyle {\boldsymbol {\omega }}(t)} és la velocitat angular coneguda del sòlid
{\displaystyle m,\mathbf {I} _{c}(t)} són respectivament la massa i el moment d'inèrcia del sòlid respecte un sistema d'eixos que passa pel punt c
En aquestes condicions les equacions del moviment poden escriure's com un problema d'estàtica on hi ha una força addicional {\displaystyle \scriptstyle \mathbf {F} _{in}} i un moment addicional {\displaystyle \scriptstyle \mathbf {M} _{in}}:
{\displaystyle \mathbf {F} _{in}+\sum _{i=1}^{f}\mathbf {F} _{i}=0,\qquad \mathbf {M} _{in}+\sum _{j=1}^{m}\mathbf {M} _{i}=0}